# Money's Too Tight (to Mention)
Singles de Simply Red
Come To My Aid
(1985)
Money's Too Tight (to Mention) est une chanson écrite et interprétée par John et Billy Valentine, membres du groupe The Valentine Brothers (en), qu'ils enregistrent en 1982, pour une parution sur l'album First Take et en single.
Le titre est popularisé grâce à la reprise du groupe britannique Simply Red, pour son premier album Picture Book, en 1985 : le titre, paru en single comme premier extrait de l'album, connaît un large succès international en se classant à la 13e place des charts britanniques et à la 28e place du Billboard Hot 100, hit-parade américain. Il entre également au Top 50 en France durant dix-sept semaines entre fin novembre 1985 à mars 1986.

## Classements
| Classement (1985-1986)                 | Meilleure place |
| -------------------------------------- | --------------- |
| Royaume-Uni (Official Charts Company)  | 13              |
| États-Unis (Hot 100)                   | 28              |
| France (SNEP)                          | 29              |
| Pays-Bas (Single Top 100)              | 22              |
| Belgique (Flandre Ultratop 50 Singles) | 17              |
| Nouvelle-Zélande (RMNZ)                | 8               |